# Morzyce (wieś w powiecie radziejowskim)
Morzyce – wieś w Polsce położona w województwie kujawsko-pomorskim, w powiecie radziejowskim, w gminie Bytoń.

## Podział administracyjny
W latach 1975–1998 miejscowość należała administracyjnie do województwa włocławskiego. Wieś sołecka – zobacz BIP.

## Demografia
Według Narodowego Spisu Powszechnego (III 2011 r.) liczyła 256 mieszkańców. Jest czwartą co do wielkości miejscowością gminy Bytoń.